# Phreatia lasioglossa
Phreatia lasioglossa är en orkidéart som beskrevs av Rudolf Schlechter. Phreatia lasioglossa ingår i släktet Phreatia och familjen orkidéer. Inga underarter finns listade i Catalogue of Life.